# Преноћиште Чаир
Преноћиште „Чаир” – Ниш налази се у Нишу у саставу Спортског центра „Чаир”, у близини Парка Чаир, а непосредно поред Хале „Чаир”.
Капацитет преноћишта је 31 соба, односно 75 лежаја. Собе су климатизоване са бежичним интернетом. Преноћиште располаже конференцијском салом.
Гостима стоји на располагању коришћење: базена, сауне и фитнеса.
Радно време је непрекидно 24 часа.